# Lý Mật (Tùy)
Lý Mật (tiếng Trung: 李密; bính âm: Lǐ Mì; 582 – 619), biểu tự Huyền Thúy (玄邃), lại có tự Pháp Chủ (法主), là một thủ lĩnh nổi dậy chống lại sự cai trị của triều Tùy.
Ban đầu, ông là một chiến lược gia của Dương Huyền Cảm khi người này tiến hành binh biến chống lại Tùy Dạng Đế và năm 613. Sau khi Dương Huyền Cảm thất bại, Lý Mật đã gia nhập rồi trở thành thủ lĩnh của Ngõa Cương quân, giành được nhiều thắng lợi trước quân Tùy và được nhiều thủ lĩnh nổi dậy khác khuyến nghị xưng đế. Tuy nhiên, Ngõa Cương quân đã lâm vào thế bế tắc khi giao chiến với quân của triều đình Tùy tại đông đô Lạc Dương và đã không thể chiếm được thành này.
Năm 618, tướng Tùy Vương Thế Sung đã phục kích và tiêu diệt Ngõa Cương quân. Lý Mật chạy trốn đến lãnh thổ của triều Đường và quy phục Đường Cao Tổ, song sau đó lại nổi dậy chống Đường nên đã bị tướng Đường giết chết.

## Bối cảnh
Tằng tổ phụ của Lý Mật là Lý Bật- một trong Bát trụ quốc tướng quân của Tây Ngụy. Tổ phụ của Lý Mật là Lý Diệu (李曜)- được phong tước Hình quốc công dưới triều Bắc Chu. Cha của Lý Mật là Lý Khoan (李寬)- Thượng trụ quốc của triều Tùy, được phong tước Bồ Sơn quận công. Trong thời gian cha mang tước hiệu của triều Tùy, gia đình ông sống tại kinh thành Trường An, mặc dù họ không có nguồn gốc từ đó.
Do địa vị của cha, Lý Mật trở thành 'tả thân thị', làm thị vệ cho Tùy Dạng Đế. Lý Mật được mô tả là xem nhẹ tiền bạc, dùng nó để tập hợp bằng hữu quanh mình. Tuy nhiên, vào một ngày, khi Tùy Dạng Đế trông thấy ông, hoàng đế thấy Lý Mật "dị thường" nên đã bảo Hứa công Vũ Văn Thuật loại bỏ Lý Mật. Do đó, Vũ Văn Thuật đã thuyết phục Lý Mật rời khỏi đội quân bảo vệ hoàng cung. Sau đó, Lý Mật tập trung vào học tập, quyết tâm trở thành kẻ sĩ, thường đi quanh kinh thành, cưỡi bò và đọc sách, đặc biệt là đọc Hán thư.
Một hôm, khi Lý Mật đi thăm bằng hữu, ông buộc Hán thư vào sừng bò để vừa đi vừa đọc. Khi Thượng thư lệnh Việt quốc công Dương Tố trông thấy Lý Mật, ông ta đã ngạc nhiên trước sự hiếu học của Lý Mật, và do Lý Mật biết Dương Tố là thượng thư lệnh nên ông đã kính cẩn xuống lưng bò và vái lạy, nói rõ tính danh. Dương Tố hỏi ra thì biết Lý Mật đang đọc đến phần Hạng Vũ truyện trong Hán thư, sau đó tiếp tục nói chuyện lâu với Lý Mật. Ấn tượng trước tài năng của Lý Mật, Dương Tố đã nói với con trai mình là Dương Huyền Cảm: "Ta thấy so với tài năng và học thức của Lý Mật, hạng như con không bằng được". Từ đó, Dương Huyền Cảm giao du thân thiết với Lý Mật.

## Tham dự cuộc nổi dậy của Dương Huyền Cảm
Năm 613, Tùy Dạng Đế thân chinh suất quân đến Liêu Đông tiến công Cao Câu Ly, Dương Huyền Cảm lo sợ vì Dạng Đế từng nói rằng nếu Dương Tố không chết thì sẽ có ngày bị tru di tam tộc, vì thế đã tính đến chuyện nổi dậy. Tùy Dạng Đế cho Dương Huyền Cảm đốc thúc, vận chuyển binh lương ở Lê Dương (黎陽)- gần đông đô Lạc Dương- ra mặt trận, Dương Huyền Cảm nhân cơ hội này đã tích trữ lương thực và tuyên bố nổi dậy chống lại Dạng Đế. Đồng thời, Dương Huyền Cảm bí mật phái người đến Trường An đón Lý Mật cùng em trai là Dương Huyền Đĩnh (楊玄挺). Khi Lý Mật đến, Dương Huyền Cảm cho Lý Mật làm mưu chủ, Lý Mật đề xuất ba phương án lập đổ triều Tùy:
1. "Thượng sách": Thừa cơ Dạng Đế đang viễn chính ở ngoài đất Liêu, ta đem quân lên phía bắc tấn công Kế Thành (薊城, nay thuộc Bắc Kinh) và Lâm Du (臨榆, nay thuộc Tần Hoàng Đảo, Hà Bắc), chặn đường lui của quân viễn chinh. Vì không có lương thực tiếp tế, phía trước có quân Cao Câu Ly, phía sau có quân ta trấn giữ, quân của Dạng Đế tự khắc tan vỡ, ta không cần đánh cũng giành được thắng lợi.
2. "Trung sách": Quan Trung bốn phía đều có chướng ngại, là vùng đất giàu có. Ta đem quân về phía Tây, chiếm lấy Trường An đang không phòng bị, Nếu Thiên tử kéo quân về thì ta sẽ lấy vùng Quan Trung làm căn cứ địa, dựa vào địa thế hiểm yếu mà giữ vững.
3. "Hạ sách": Đánh chiếm đông đô Lạc Dương ở gần đây, nhưng là hạ sách bởi ở đông đô còn có một số quân triều Tùy nên không chắc chắn chiếm nhanh được.

Tuy nhiên, Dương Huyền Cảm cho rằng cần công chiếm Lạc Dương để phô trương thanh thế cuộc nổi dậy của mình, vì thế đã nhận xét rằng "hạ sách" của Lý Mật chính là "thượng sách", và tiến về Lạc Dương. Đường Huy (唐褘) vốn đi theo Dương Huyền Cảm, song đã chạy về Lạc Dương, cảnh báo hoàng tôn của Dạng Đế là Việt vương Dương Đồng cùng hạ thần triều đình là Phàn Tử Cái (樊子蓋), quân Tùy do vậy đã bố trí phòng thủ đông đô. Quân của Dương Huyền Cảm tiến từ Lê Dương về Lạc Dương, có nhiều người gia nhập quân ngũ, quân số lên đến 10 vạn. Dương Huyền Cảm cùng huynh đệ giành được một vài chiến thắng, song họ không thể nhanh chóng chiếm được Lạc Dương.
Sau khi bắt được Vi Phúc Tự (韋福嗣)- một quan viên bị triều Tùy cách chức, Dương Huyền Cảm trở nên tín nhiệm Vi Phúc Tự và không còn chỉ nghe theo lời Lý Mật nữa. Tuy nhiên, các chiến lược mà Vi Phúc Tự đề xuất thể hiện rằng ông ta không toàn tâm toàn ý ủng hộ cuộc nổi dậy, Lý Mật thỉnh Dương Huyền Cảm giết Vi Phúc Tự song Dương Huyền Cảm từ chối. Lý Mật nói với thân thuộc: "Sở công muốn làm phản song không biết suy tính để giành chiến thắng. Chúng ta nay giống như rùa mắc kẹt trong bình." Khi Lý Tử Hùng (李子雄) thỉnh Dương Huyền Cảm xưng đế, Lý Mật đã khuyên can Dương rằng hành động này không thích hợp, Dương đã nghe theo và không xưng đế.
Sau đó, quan lưu thủ Trường An là Vệ Văn Thăng (衛文昇) đã đem quân đến cứu viện Lạc Dương, tướng của Dạng Đế là Lai Hộ Nhi (來護兒) cũng đem quân đến. Tùy Dạng Đế cũng phái Khuất Đột Thông (屈突通) và Vũ Văn Thuật đem quân từ Liêu Đông về trước, đội quân này cũng nhanh chóng tiến đến. Dương Huyền Cảm thua trận, và nghe theo kế của Lý Tử Hùng và Lý Mật, Dương Huyền Cảm tuyên bố giả vờ rằng tướng trấn thủ Hoằng Hóa (弘化, nay thuộc Khánh Dương, Cam Túc) là Nguyên Hoằng Tự (元弘嗣) tham gia nổi dậy cùng mình, và rằng ông tiến về phía tây để hội quân với Nguyên Hoằng Tự.
Vào mùa thu năm 613, Dương Huyền Cảm bỏ bao vây Lạc Dương và tiến về phía tây. Tuy nhiên, trên đường tiến quân, có người ở Hoằng Nông (弘農, nay thuộc Tam Môn Hiệp, Hà Nam) thuyết phục Dương Huyền Cảm rằng sẽ dễ đánh chiếm và trấn giữ Hoằng Nông. Hơn nữa, Hoằng Nông thái thú là Thái vương Dương Trí Tích (楊智積) còn cố ý sỉ nhục để chọc tức Dương Huyền Cảm. Do tức giận, Dương Huyền Cảm đã cho quân bao vây thành Hoằng Nông, bất chấp lời thỉnh cầu của Lý Mật rằng điều này sẽ khiến chiến dịch gặp nguy hiểm do tiến chậm. Dương Huyền Cảm bao vây thành Hoằng Nông ba ngày song không chiếm được, do đó phải tiếp tục tiến về phía tây. Lúc này, quân Tùy đã đuổi kịp, quân của Dương Huyền Cảm chiến bại và tan rã. Dương Huyền Cảm cùng em trai là Dương Tích Thiện (楊積善) chạy bộ đến Gia Lô Nhung (葭蘆戎, cũng thuộc Tam Môn Hiệp ngày nay), Dương Huyền Cảm bảo Dương Tích Thiện giết mình vì không muốn bị bắt, Dương Tích Thiện làm theo lời anh mình.

## Sau khi Dương Huyền Cảm chết
Lý Mật cùng với Vi Phúc Tự, Dương Tích Thiện và Vương Trọng Bá (王仲伯) bị Phàn Tử Cái bắt giữ, họ bị giải đến chỗ Dạng Đế- người đã quay trở lại Liêu Đông. Trên đường, Lý Mật và Vương Trọng Bá bàn cách trốn chạy. Họ cho quân áp giải trông thấy vàng của mình, và nói: "Khi chúng ta chết, hãy dùng chúng để chôn cất chúng ta; phần còn dư thì cứ xem như là báo đức." Quân áp giải trở nên lơ lễnh trong việc canh chừng Lý Mật và Vương Trọng Bá, các lính này thường tiến hành ăn uống say sưa. Khi đoàn áp giải đến Ngụy quận (魏郡), nhân dịp quân áp giải uống say, Lý Mật, Vương Trọng Bá và năm người khác đã đục một lỗ thủng trên tường và chạy thoát. Khi chạy trốn, Lý Mật thuyết phục Vi Phúc Tự đi cùng, song Vi Phúc Tự từ chối vì cho rằng ông ta sẽ được Dạng Đế sẽ xá miễn, song cuối cùng Dạng Đế đã cho xử tử Vi Phúc Tự và Dương Tích Thiện một cách tàn nhẫn.
Trong vài năm sau đó, Lý Mật đi khắp nơi để cố gắng tìm một thủ lĩnh dân biến sẽ lắng nghe các chiến lược của ông, ông đã thất bại khi nỗ lực thuyết phục Hác Hiếu Đức (郝孝德) và Vương Bạc (王薄). Lý Mật sống gian khổ và thường chịu cảnh bị đói. Trong một dịp, ông đã mai danh ẩn tính, xưng là Lưu Trí Viễn và trở thành thầy dạy chữ tại các khu vực thôn quê ở quận Hoài Dương (淮陽, nay gần tương ứng với Chu Khẩu, Hà Nam). Trong vài tháng làm thầy, ông buồn phiền nên đã viết ra bài thơ ngũ ngôn:
| Nguyên văn: 金風盪初節，玉露凋晚林。 此夕窮塗士，鬱陶傷寸心。 野平葭葦合，村荒藜藿深。 眺聽良多感，徙倚獨沾襟。 沾襟何所為，悵然懷古意。 秦俗猶未平，漢道將何冀。 樊噲市井徒，蕭何刀筆吏。 一朝時運會，千古傳名諡。 寄言世上雄，虛生真可愧。 | phiên âm Hán-Việt: Kim phong đãng sơ tiết, ngọc lộ điêu vãn lâm. Thử tịch cùng đồ sĩ, uất Đào thương thốn tâm. Dã bình gia vĩ hợp, thôn hoang lê hoắc thâm. Thiếu thính lương đa cảm, tỉ ỷ độc triêm khâm. Triêm khâm hà sở vi, trướng nhiên hoài cổ ý. Tần tục do vị bình, Hán đạo tương hà kí?. Phàn Khoái thị tỉnh đồ, Tiêu Hà đao bút lại. Nhất triêu thời vận hội, thiên cổ truyền danh thụy. Ký ngôn thế thượng hùng, hư sinh chân khả quý. |

Khi Lý Mật hoàn thành bài thơ, ông đã rơi lệ. Có người thấy thì làm lạ nên vội báo cho thái thú Triệu Đà (趙佗), thái thú phái lính đến bắt ông, song Lý Mật đã có thể chạy thoát. Sau đó, Lý Mật đến chỗ em rể là Khâu Quân Minh (丘君明)- người đang giữ chức (huyện) lệnh Ung Khâu (雍丘, nay thuộc Khai Phong, Hà Nam). Khâu Quân Minh không dám giữ anh rể lại, song tiến cử Lý Mật với Vương Tú Tài (王秀才)- một người có bản lĩnh. Vương Tú Tài đón nhận Lý Mật và gả con gái của mình cho Lý Mật. Tuy nhiên, sau đó một người họ hàng của Khâu Quân Minh là Khâu Hoài Nghĩa (丘懷義) đã khai báo về Lý Mật cho triều đình, theo lệnh của Dạng Đế, tướng Dương Uông (楊汪) dẫn quân bao vây tư gia của Vương Tú Tài. Lúc đó, Lý Mật tình cờ đi ra ngoài nên có thể chạy thoát, song cả Khâu Quân Minh và Vương Tú Tài đều bị xử tử.
Lý Mật lại cố gắng đến chỗ các thủ lĩnh nổi dậy để thuyết phục họ nghe theo các sách lược của ông. Hầu hết các thủ lĩnh đều cho rằng các sách lược của Lý Mật quá lớn lao, và ban đầu họ không xem trọng ông. Tuy nhiên, ngày tháng trôi qua, một số người trong số họ bắt đầu thay đổi đánh giá về ông, đặc biệt là khi họ nghe được sấm ngôn "Lý thị đương vương", một số suy đoán rằng đó là Lý Mật do ông có xuất thân cao quý và nhiều lần thoát chết. Lý Mật trở nên đặc biệt thân cận với thủ lĩnh nổi dậy Vương Bá Đương (王伯當).

## Liên hợp với Trạch Nhượng
Năm 616, Lý Mật biết được ở Đông quận (東都, nay thuộc đông bộ Hoạt, Hà Nam) có cánh quân nổi dậy ở Ngõa Cương trại, binh lực rất mạnh, người đứng đầu là Trạch Nhượng nên đã gặp Trạch Nhượng thông qua Vương Bá Đương. Lý Mật đề xuất cho Trạch Nhượng một số sách lược và thuyết phục một số thủ lĩnh nổi dậy khác đi theo Trạch Nhượng. Lý Mật thỉnh Trạch Nhượng rằng, nay Dạng Đế đang ở tận Giang Đô (江都, nay thuộc Dương Châu, Giang Tô), Trạch Nhượng nên tập hợp binh lính Ngõa Cương quân và tiến công Lạc Dương và Trường An. Trạch Nhượng chưa có tham vọng lớn như vậy nên cho rằng kế hoạch quá quy mô và không chấp thuận, song ấn tượng với Lý Mật và giữ Lý Mật lại, đối đãi như khách quý.
Trong khi đó, do sấm ngôn "Lý thị đương vương", các thủ lĩnh nổi dậy bắt đầu tin rằng Lý Mật là hoàng đế tiếp theo, do đó họ bắt đầu quy phục bản thân Lý Mật. Khi Trạch Nhượng biết được điều này, ông ta càng ấn tượng với Lý Mật hơn và xem xét chấp thuận kế hoạch của Lý Mật. Lý Mật cũng thuyết phục chiến lược gia và chiêm tinh gia Giả Hùng (賈雄) của Trạch Nhượng chấp thuận kế hoạch của mình. Khi Trạch Nhượng hỏi Giả Hùng liệu các dấu hiệu chiêm tinh có chỉ ra rằng kế hoạch của Lý Mật có thể thành công hay không, Giả Hùng nói rằng sẽ như vậy, song Lý Mật có thể sẽ không thành công trong việc trở thành hoàng đế, nhưng nên ủng hộ Lý Mật. Trạch Nhượng tin lời Giả Hùng và ban phú quý cho Lý Mật hơn nữa.
Theo khuyến nghị của Lý Mật, Trạch Nhượng bắt đầu tiến công và chiếm các thành trong quận Huỳnh Dương (滎陽, nay thuộc Trịnh Châu, Hà Nam). Đáp lại, Tùy Dạng Đế phái thông thủ Trương Tu Đà (張須陀) dẫn quân thảo phạt Trạch Nhượng. Trạch Nhượng lúc trước từng thua vài trận trước Trương Tu Đà nên nay cảm thấy lo sợ, song Lý Mật đã thuyết phục Trạch Nhượng rằng có thể đánh bại được vị tướng Tùy này. Theo đề xuất của Lý Mật, Trạch Nhượng lệnh Lý Mật dẫn một nghìn lính và nấp trong rừng phục kích. Khi Trương Tu Đà tiến công Trạch Nhượng, Lý Mật tập kích Trương Tu Đà, bao vây quân triều đình. Ban đầu, Trương Tu Đà có thể thoát khỏi vòng vây, song do cố gắng cứu một số thuộc hạ, Trương Tu Đà đã tử trận, danh tiếng của Ngõa Cương quân được khuếch trương rất nhiều, nguồn cung thực phẩm cũng nhiều lên. Sau chiến thắng, Trạch Nhượng lập một đội quân riêng do Lý Mật chỉ huy, gọi là "Bồ Sơn công doanh". Khi đội quân của Lý Mật phát triển, các binh sĩ của Trạch Nhượng bắt đầu có xích mích với binh sĩ của Lý Mật. Trạch Nhượng do đó đã tách quân của mình ra khỏi Lý Mật song ngay sau đó đã hối tiếc về quyết định này và lại hội quân với Lý Mật.
Vào mùa xuân năm 617, Lý Mật thuyết phục Trạch Nhượng rằng do Dạng Đế ở xa và để Dương Đồng trấn thủ Lạc Dương, các quần thần ở đó sẽ không đồng lòng. Do đó, họ đã phái Bùi Thúc Phương (裴叔方) đến Lạc Dương để do thám, song Bùi Thúc Phương đã bị phát giác và các quần thần ở Lạc Dương bắt đầu chuẩn bị tăng cường phòng thủ trước một cuộc tiến công. Đáp lại, Lý Mật và Trạch Nhượng công chiếm Lạc Khẩu thương (洛口倉), một kho lương thực to lớn do Dạng Đế cho xây dựng. Ngõa Cương quân mở kho cứu tế cho người dân, nhiều người thấy vậy cũng gia nhập quân nổi dậy. Các tướng Tùy là Lưu Trường Cung (劉長恭) và Phòng Trắc (房崱) nhận định Ngõa Cương quân không khác gì một lũ đạo tặc đến kiếm ăn, họ xem nhẹ đội quân này nên đã bị đánh bại. Lý Mật và Trạch Nhượng để quân trong thành Lạc Dương bị đói, dự định sau đó sẽ tấn công và chiếm thành.

## Thủ lĩnh nổi dậy

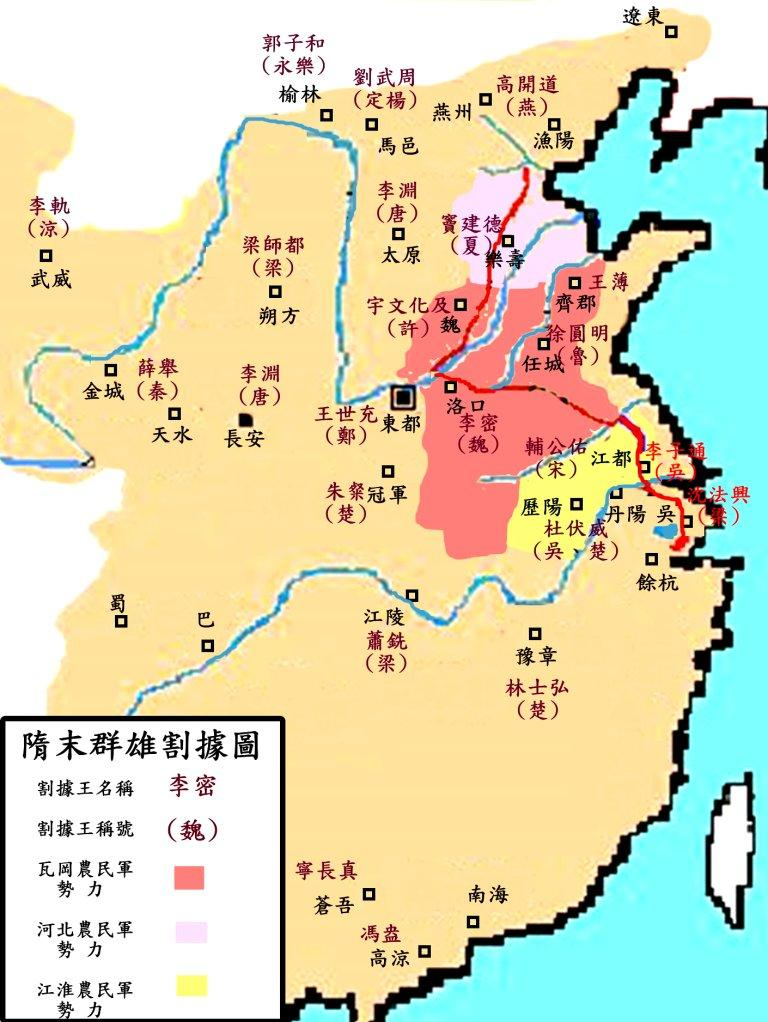
Vùng nằm trong phạm vi thế lực của
Đậu Kiến Đức
Lý Mật - Ngõa Cương quân
Đỗ Phục Uy

Sau trận chiến, Trạch Nhượng nhường cho Lý Mật làm thủ lĩnh và đề xuất trao tước hiệu Ngụy công cho Lý Mật. Lý Mật chấp thuật, tức vị vào ngày Canh Tý (19) tháng 2 (tức 31 tháng 3), cải nguyên niên hiệu, trong văn thư xưng là Hành quân nguyên soái Ngụy công phủ. Lý Mật phong Phòng Ngạn Tảo (房彥藻) làm Tả trưởng sử, Bính Nguyên Chân (邴元真) làm Hữu trưởng sử, Dương Đắc Phương (楊得方) làm Tả tư mã, Trịnh Đức Thao (鄭德韜) làm Hữu tư mã. Lý Mật trao cho Trạch Nhượng chức Tư đồ, phong tước Đông quận công. Về quân sự, Lý Mật phong Đan Hùng Tín làm Tả vũ hậu đại tướng quân, Từ Thế Tích (徐世勣) làm Hữu vũ hậu đại tướng quân, Tổ Quân Ngạn (祖君彥) làm ký thất.
Khi Lý Mật tức vị, các tướng nổi dậy trong vùng phần lớn đều quy phục ông, và phần lớn trung bộ và đông bộ tỉnh Hà Nam ngày nay nằm dưới quyền kiểm soát của Lý Mật. Tuy nhiên, đến khi Vương Thế Sung dẫn quân cứu viện Tùy từ Giang Đô đến, thoạt đầu Lý Mật đã giành được chiến thắng, song sau đó lâm vào bế tắc. Vào mùa thu năm 617, Bùi Nhân Cơ (裴仁基) đến hàng, Tần Thúc Bảo và Trình Giảo Kim cũng quy phục Lý Mật. Mặc dù số người đi theo ngày càng tăng lên, Lý Mật vẫn không thể chiếm được Lạc Dương. Đến khi Sài Chiêu Hòa (柴昭和) đề xuất với Lý Mật sách lược rằng để Trạch Nhượng và Bùi Nhân Cơ ở lại bao vây Lạc Dương, còn Lý Mật dẫn quân tập kích Trường An, Lý Mật đã nói rằng nếu không chiếm được Trường An trước tiên thì những người theo ông sẽ không tin rằng họ có thể thắng thế, Lý Mật do đó đã không chấp thuận đề xuất của Sài Chiêu Hòa.
Trong khi đó Đường công Lý Uyên đã nổi dậy tại Thái Nguyên (太原, nay thuộc Thái Nguyên, Sơn Tây). Thoạt đầu, Lý Uyên đã viết thư cho Lý Mật nhằm thăm dò xem Lý Mật có muốn theo mình không, song Lý Mật tin tưởng vào thực lực của mình nên đã sai ký thất Tổ Quân Ngạn viết thư hồi đáp Lý Uyên:
Ta và ngươi mặc dù không cùng chi họ, song cùng mang họ Lý. Ta tự biết thực lực của mình không đủ, chỉ nhờ được anh hùng tứ hải hậu ái, suy tôn làm minh chủ. Hi vọng ngươi bang trợ giúp đỡ, đồng tâm hiệp lực. Hãy cùng nhau bắt giữ Doanh Anh tại Hàm Dương, giết Tử Thụ Tân tại Mục Dã, há chẳng phải là một điều đại sự sao?
Lý Uyên mất tinh thần song vì không muốn kết thù nên đã hồi đáp với lời lẽ khiêm nhường. Lý Mật hài lòng trước phản ứng của Lý Uyên, cho rằng Lý Uyên bằng lòng ủng hộ mình, và kể từ thời điểm đó, Lý Mật và Lý Uyên thường trao đổi thư tín. Lý Uyên chiếm Trường An mà không gặp phải sự phản đối từ Lý Mật, sau khi chiếm được kinh đô, Lý Uyên lập Dương Hựu làm hoàng đế, tức Tùy Cung Đế, và tự mình phụ chính.
Trong khi đó, nghe theo đề xuất từ một bằng hữu với Trạch Nhượng là Từ Thế Tích, Lý Mật phái Từ Thế Tích suất quân đi chiếm một kho lương lớn khác là Lê Dương thương (黎陽倉, nay thuộc Hạc Bích, Hà Nam), sau đó lại mở kho cứu tế cho dân đói trong vùng. Kết quả là Lý Mật có thêm 20 vạn lính chỉ trong vòng khoảng 10 ngày, và một số quận cũng quy hàng trước ông, các thủ lĩnh nổi dậy lớn khác như Đậu Kiến Đức và Chu Xán cũng quy phục trên danh nghĩa.
Tuy nhiên, ẩn sĩ Từ Hồng Khách (徐洪客) đã chỉ ra cho Lý Mật thấy rằng đến khi nguồn lương thực cạn kiệt, ông sẽ để mất thời cơ, vị ẩn sĩ này đề xuất tiến công dọc theo Đại Vận Hà để đánh Giang Đô, buộc Dạng Đế phải trao toàn Thiên hạ cho Lý Mật. Lý Mật đã không chấp thuận đề xuất của Từ Hồng Khách, song ấn tượng trước chiến lược của người này nên dã mời làm quan cho mình. Tuy nhiên, Từ Hồng Khách đã từ chối và rời đi. Trong khi đó, Lý Mật chiếm ưu thế trước Vương Thế Sung trên chiến trường, song vẫn không thể chiếm được Lạc Dương.
Vào mùa đông năm 617, bắt đầu có xung khắc giữa Trạch Nhượng và một vài bộ tướng khác của Lý Mật. Tư mã Vương Nho Tín (王儒信) và Huỳnh Dương quận công Trạch Hoằng (翟弘) đều đề xuất Trạch Nhượng nắm lấy quyền nhiếp chính và tước bỏ quyền lực của Lý Mật, mặc dù đề xuất đó không được Trạch Nhượng chấp thuận song Lý Mật đã biết được. Trạch Nhượng cũng trở nên tham lam với các chiến lợi phẩm, tra tấn tướng Thôi Thế Xu (崔世樞) để lấy tiền, đánh đập Hình Nghĩa Kỳ (邢義期) vì tội từ chối đánh bạc với ông ta, và đòi một lượng lớn từ kho châu báu của Phòng Ngạn Tảo, thậm chí còn đi xa hơn khi nói với Phòng:
Gần đây khi người tiến công Nhữ Nam [(汝南, nay gần tương ứng với Trú Mã Điếm, Hà Nam)], người thu giữ được nhiều vàng, bạc và châu báu, song người chỉ trao chúng cho Ngụy công, không đưa cho ta. Nên nhớ rằng ta là người cho ông ấy trở thành công tước, và ai biết được điều gì sẽ xảy ra sau này?
Do lo sợ, Phòng Ngạn Tảo bẩm lại sự việc cho Lý Mật, Phòng và Trịnh Thính (鄭頲) đều đề xuất Lý Mật cho quân phục kích Trạch Nhượng. Ban đầu, Lý Mật do dự và nghĩ rằng điều này sẽ gây mất đoàn kết trong hàng ngũ Ngõa Cương quân, song Trịnh Thính cuối cùng đã thuyết phục được Lý Mật rằng Trạch Nhượng là một nguy cơ quá lớn. Tại một bữa tiệc do Lý Mật tổ chức cho Trạch Nhượng, Trạch Hoằng, Bùi Nhân Cơ và Hác Hiếu Đức, giữa buổi tiệc, Lý Mật đuổi các binh sĩ bảo vệ Trạch Nhượng ra ngoài và giả vờ bảo Trạch Nhượng giương cung thử, tận dụng thời cơ, Lý Mật đã lệnh cho Thái Kiến Đức (蔡建德) giết chết Trạch Nhượng, sau đó giết chết Trạch Hoằng, cháu của Trạch Nhượng là Trạch Ma Hầu (翟摩侯), và Vương Nho Tín. Cả Đan Hùng Tín và Từ Thế Tích cũng suýt bị giết, song được tha theo lệnh của Vương Bá Đương. Có vài thuộc cấp của Lý Mật thực sự thương tiếc Trạch Nhượng, họ bắt đầu cảm thấy vị trí của mình trở nên bấp bênh dưới quyền chỉ huy của Lý Mật.
Vào mùa xuân năm 618, Lý Mật rốt cuộc đã giành được một trận đại thắng trước Vương Thế Sung, sau chiến thắng này, ông đoạt được Kim Dong (金墉)- một thành lũy trọng yếu gần Lạc Dương- và chuyển đại bản doanh của mình về nơi này, cố gắng siết chặt bao vây Lạc Dương. Khi các hạ thần triều Tùy là Đoàn Đạt (段達) và Vi Tân (韋津) cố gắng tiến công, Lý Mật đã đánh bại họ, giết chết Vi Tân và buộc Đoàn Đạt phải thoát lui vào trong thành Lạc Dương. Sau đó, một số tướng lĩnh Tùy đã quy hàng Lý Mật, và một số các thủ lĩnh nổi dậy khác: gồm Đậu Kiến Đức, Chu Xán, Dương Sĩ Lâm, Mạnh Hải Công孟海公, Từ Nguyên Lãng, Lô Tổ Thượng (盧祖尚), Chu Pháp Minh (周法明) đều viết thư thỉnh Lý Mật xưng đế. Tuy nhiên, Lý Mật nói: "đông đô chưa bình, chưa thể thảo luận về việc đó".
Sau đó, Lý Uyên đã phái các nhi tử là Lý Kiến Thành và Lý Thế Dân suất quân tiến đến Trường An, tuyên bố là đến cứu viện, song các tướng Tùy tại Lạc Dương từ chối công nhận quyền lực của Lý Uyên và không đáp lại. Lý Mật đích thân dẫn quân giao chiến với Lý Kiến Thành và Lý Thế Dân trong một thời gian ngắn, song sau một số cuộc chạm trán nhỏ, hai bên đều ngưng chiến, Lý Kiến Thành và Lý Kiến triệt thoái về Trường An.
Cuối mùa xuân năm 618, Vũ Văn Hóa Cập lãnh đạo một cuộc binh biến tại Giang Đô, giết chết Dạng Đế. Sau khi tôn Dương Hạo lên làm hoàng đế, Vũ Văn hóa Cập bắt đầu dẫn Kiêu Quả quân tinh nhuệ tiến về phương Bắc, hướng đến Lạc Dương, tạo ra một mối đe dọa lớn đối với Lý Mật.

## Đánh Vũ Văn Hóa Cập
Khi tin tức Tùy Dạng Đế bị sát hại lan truyền, tại Trường An, Lý Uyên đã buộc Tùy Cung Đế phải thiện nhượng cho mình, lập ra triều Đường; tại Lạc Dương, các hạ thần triều Tùy đã tôn Dương Đồng làm hoàng đế.
Cả quần thần triều Tùy và Lý Mật đều lo lắng khi Vũ Văn hóa Cập tiến đến gần. Hai hạ thần triều Tùy là Nguyên Văn Đô (元文都) và Lô Sở (盧楚) đã đề ra sách lược mà theo đó sẽ 'miễn tội' và ban chức tước cao cấp cho Lý Mật để Lý Mật chống lại Vũ Văn hóa Cập, và sẽ tiêu diệt Lý Mật khi Ngõa Cương quân kiệt sức. Trong khi đó, Lý Mật đã giao chiến vài trận với Vũ Văn hóa Cập, mặc dù chiếm ưu thế song Lý Mật không thể đánh bại dứt điểm Kiêu Quả quân. Do đó, khi sứ giả của Dương Đồng đến, Lý Mật đã chấp thuận và dâng tấu cho Dương Đồng nguyện làm thần của triều Tùy và xung phong đánh Vũ Văn hóa Cập, Dương Đồng sau đó sách phong cho Lý Mật làm thái úy, thượng thư lệnh, Đông Nam đạo đại hành đài hành quân nguyên soái, Ngụy quốc công, và hứa hẹn sau khi bình định Vũ Văn hóa Cập thì sẽ mời Lý Mật vào đông đô phụ chính. Tuy nhiên, Vương Thế Sung phản đối giao hảo với Lý Mật, khiến Nguyên Văn Đô và Lô Sở nghi ngờ rằng ông ta muốn dâng thành đầu hàng Vũ Văn hóa Cập.
Vào mùa thu năm 618, Lý Mật biết rằng nguồn lương thực của Vũ Văn hóa Cập sắp cạn kiệt, vì thế đã giả vờ cầu hòa với Vũ Văn hóa Cập. Lý Mật chấp thuận cung cấp lương thực cho Kiêu Quả quân, song lại nên kế hoạch để thu lại, và đợi đến khi Vũ Văn hóa Cập hết lương thực thì sẽ suất quân tiến đánh. Tuy nhiên, Vũ Văn hóa Cập đã biết được kế của Lý Mật nên đã tập kích, Lý Mật gần như vong mạng song được Tần Thúc Bảo cứu giúp, Kiêu Quả quân cuối cùng bị đẩy lui. Do không thể kiếm được lương thực, Vũ Văn hóa Cập dẫn Kiêu Quả quân tiến về phía bắc, Lý Mật không truy kích.

## Bị Vương Thế Sung đánh bại
Trong khi đó, tại Lạc Dương, Vương Thế Sung bắt đầu kích động binh sĩ dưới quyền rằng họ sẽ sớm rơi vào bẫy của Lý Mật, và rằng nếu Lý Mật nắm quyền chỉ huy họ (do Lý Mật đã được phong chức 'hành quân nguyên soái'), ông chắc chắn sẽ giết chết hết họ vì tội đã từng chống lại ông. Vương Thế Sung sau đó giết chết Lô Sở và Nguyên Văn Đô, nắm quyền cai quản triều đình Lạc Dương.
Biết được tin tức tại Lạc Dương, Lý Mật cắt đứt quan hệ hòa bình với triều đình Lạc Dương. Tuy nhiên, Lý Mật lại đánh giá thấp về Vương Thế Sung, vì vậy đã không có nhiều đề phòng trước việc sẽ bị Vương Thế Sung tấn công. Ngõa Cương quân có nguồn lương thực dồi dào, song lại có ít tiền bạc và tơ lụa, vì thế không thể ban thưởng nhiều so tướng sĩ. Lý Mật cũng quá hào phóng với những người mới gia nhập, khiến những người đã theo ông từ trước không hài lòng. Khi Từ Thế Tích cố gắng thuyết phục Lý Mật thay đổi, Lý Mật đã phái Từ Thế Tích đi xa khỏi Lê Dương với danh nghĩa thăng chức. Do thấy có thể kiếm lợi từ giao dịch, Bỉnh Nguyên Chân (邴元真) đã thuyết phục Lý Mật trao đổi thực phẩm với Vương Thế Sung để đổi lấy y phục. Kết quả là người dân Lạc Dương sau khi không còn thiếu lương thực thì đã không còn đi hàng phục Lý Mật, sau đó Lý Mật dừng việc trao đổi. Trong khi đó, Ngõa Cương quân kiệt sức và bị thiệt hại nặng nề khi giao chiến với Kiêu Quả quân của Vũ Văn hóa Cập. Bên cạnh đó, Ngõa Cương quân cũng trở nên mệt mỏi, khá nhiều người đã bị thương khi giao chiến với Kiêu Quả quân tinh nhuệ của Vũ Văn hóa Cập.
Vương Thế Sung nhận thấy các điểm yếu của Ngõa Cương quân, vì thế đã quyết định tiến công Lý Mật. Vương Thế Sung tập hợp tinh binh và bắt đầu hành quân tiến đánh Lý Mật. Bùi Nhân Cơ thỉnh Lý Mật nên chặn bước tiến của quân Vương Thế Sung và sau đó lợi dụng lúc Vương Thế Sung thân chinh mà phái một đội quân công chiếm Lạc Dương. Lý Mật thì cho rằng nên từ chối giao chiến với Vương Thế Sung để chờ đến khi Vương Thế Sung cạn nguồn lương thực. Tuy nhiên, các bộ tướng Trần Trí Lược (陳智略), Phàn Văn Siêu (樊文超), và Đan Hùng Tín đều chủ trương giao chiến trực tiếp với Lý Mật, Lý Mật cuối cùng đã chấp thuận thỉnh cầu của họ. Vương Thế Sung cho quân mai phục ở bên sườn, và khi Lý Mật đem quân đến giao chiến, quân mai phục cũng tiến ra tấn công, khiến quân Lý Mật thảm bại. Vương Thế Sung chiếm được thành Yển Sư (偃師, nay thuộc Lạc Dương), trong thành có hầu hết gia quyến các tướng lĩnh của Ngõa Cương quân, các thành viên trong gia quyến sau đó đã gửi lời nhắn đến các tướng lĩnh này để thúc giục họ đầu hàng. Lý Mật cố gắng triệt thoát về Lạc Khẩu, song bị Vương Thế Sung đã đuổi kịp, Bỉnh Nguyên Chân dâng Lạc Khẩu hàng Vương Thế Sung, Đan Hùng Tín cũng đầu hàng. Lý Mật tự mình chạy về phía đông đến Hổ Lao quan.
Thoạt đầu, Lý Mật suy tính tiếp tục chạy đến Lê Dương, song lại hủy bỏ sau khi nghe được lời cảnh báo rằng Từ Thế Tích đã từng suýt mất mạng khi Lý Mật giết Trạch Nhượng, nên không thể chắc chắn về lòng trung thành của Từ Thế Tích. Lý Mật cố gắng tái tổ chức quân đội để tiếp tục giao chiến với Vương Thế Sung, song phần lớn tướng sĩ không sẵn lòng chiến đấu thêm nữa. Do đó, Lý Mật đã quyết định tiến về phía tây để hàng phục triều Đường, có khoảng 2-3 vạn quân đi theo ông. Hầu hết các lãnh thổ cũ của Lý Mật quy phục Vương Thế Sung, hay trên danh nghĩa là Dương Đồng.

## Đầu hàng Đường và qua đời
Vào mùa đông năm 618, Lý Mật đến gần Trường An. Đường Cao Tổ thoạt đầu cử nhiều người đến nghênh tiếp, Lý Mật cho rằng Đường Cao Tổ sẽ trao cho ông một vị trí tương đương với thừa tướng. Tuy nhiên, khi Lý Mật đến Trường An, binh lính của ông không được xem trọng và không được tiếp tế đầy đủ. Lý Mật sau đó được Đường Cao Tổ trao chức 'quang lộc khanh', phong tước 'Hình quốc công'. Đường Cao Tổ cũng gả biểu muội là Độc Cô thị cho Lý Mật, gọi Lý Mật là "đệ". Lý Mật không hài lòng, đặc biệt là bởi các hạ thần triều Đường phần lớn đều xem thường ông, và một số còn yêu cầu ông phải hối lộ.
Mặc dù hầu hết các lãnh thổ cũ của Lý Mật đều hàng phục Vương Thế Sung, song Từ Thế Tích thì không. Một người đi theo Lý Mật là Ngụy Trưng đã thỉnh cầu Đường Cao Tổ phái người đến khuyên Từ Thế Tích quy hàng Đường, Đường Cao Tổ đã quyết định phái Ngụy Trưng đi. Từ Thế Tích tuyên bố quy phục, song do trong lòng vẫn xem Lý Mật là chủ nên Từ Thế Tích không dâng tấu lên Đường Cao Tổ mà chỉ thông báo cho Lý Mật. Lý Mật đã trình tấu lên Đường Cao Tổ, Đường Cao Tổ đã ấn tượng trước Từ Thế Tích và ban họ Lý cho người này.
Cũng trong năm đó, do Lý Mật là quang lộc khanh nên phải tổ chức tiệc trong hoàng cung, do đó ông cảm thấy bị sỉ nhục. Lý Mật thảo luận tình thế với Vương Bá Đương, họ cho rằng hiện Từ Thế Tích và Trương Thiện Tương (張善相) vẫn nắm được một đội quân đáng kể, vì thế vẫn còn cơ hội tái lập lực lượng. Do đó, Lý Mật đã thỉnh Đường Cao Tổ cho tiến về phía đông để thuyết phục các thuộc hạ cũ quy hàng triều Đường. Khoảng tết năm 619, bất chấp phản đối từ nhiều hạ thần, Đường Cao Tổ đã chấp thuận, Giả Nhuận Phủ (賈閏甫) và Vương Bá Đương cùng Lý Mật tiến về phía đông.
Tuy nhiên, sau khi Lý Mật rời khỏi Trường An, Đường Cao Tổ đã đổi ý và triệu Lý Mật trở về kinh thành. Khi nhận được chỉ thì Lý Mật đã tiến đến Trù Tang (綢桑, nay thuộc Tam Môn Hiệp, Hà Nam), ông lo sợ về mục đích của Đường Cao Tổ. Bất chấp lời phản đối của Giả Nhuận Phủ và Vương Bá Đương, Lý Mật quyết định nổi dậy. Lý Mật tập kích Đào Lâm (桃林, nay cũng thuộc Tam Môn Hiệp), chiếm được thành. Sau đó, Lý Mật bố cáo rằng đang tiến quân đến Lạc Dương, song thực tế ông tiến quân về Tương Thành (襄城, nay thuộc Bình Đỉnh Sơn, Hà Nam), nơi Trương Thiện Tương kiểm soát. Tuy nhiên, tướng Đường là Thịnh Ngạn Sư (盛彥師) đã lường trước được rằng ông sẽ nổi dậy, vì thế đã giăng bẫy Lý Mật trên đường đi đến Tương Thành, giết chết Lý Mật và Vương Bá Đương.
Đường Cao Tổ trao thủ cấp của Lý Mật cho Lý Thế Tích và giải thích về việc Lý Mật nổi dậy. Lý Thế Tích tương tiếc Lý Mật, và Đường Cao Tổ đã cho an táng thi thể của Lý Mật bằng một buổi lễ lớn. Do Lý Mật được các binh sĩ đi theo cảm mến sâu đậm, nhiều người trong số họ đã than khóc rất nhiều đến nỗi khạc ra máu.